# Méthomyl
Le méthomyl est une substance active insecticide de la famille des carbamates.  Il fut introduit en 1966, mais son utilisation a été restreinte à cause de sa toxicité élevée pour l'homme.
Il est utilisé principalement sur les cultures de luzerne pour l'alimentation animale.

## Sécurité
L'utilisation du méthomyl est interdite dans l'Union européenne depuis le 21 février 2009.
En juillet 2011, sur l'île de  La Réunion, à Bras-Fusil, quartier de Saint-Benoît, des oiseaux (passereaux) sont tombés en nombre, intoxiqués, selon les services vétérinaires, par un insecticide utilisé en maraîchage et contenant du méthomyl, le « Lannate ».